# Kupang (Jetis)
Kupang is een bestuurslaag in het regentschap Mojokerto van de provincie Oost-Java, Indonesië. Kupang telt 4710 inwoners (volkstelling 2010).